# Elias Loccelius
Elias Loccelius, auch Elias Lockelius, eigentlich Löckel, (* 1621; † 1704) war ein brandenburgischer Chronist.
Loccelius war zwischen 1650 und 1673 Pfarrer der Stadt Bärwalde in der Neumark. 1674 ging er aus der völlig verarmten Stadt Bärwalde fort und übernahm die Stelle des Oberpfarrers in Drossen.
Er war auch kurfürstlicher Kircheninspektor des Landes Sternberg.
Seine nur handschriftlich vorliegende Chronik der Mark Brandenburg ist von hoher Qualität und mit exakten Quellenangaben belegt. Der Wert seiner Chronik ist auch deswegen als hoch einschätzen, weil ein Teil der von ihm ausgewerteten Originaldokumente durch Brände und Kriege verloren gegangen ist. Sie ist auch der einzige Nachweis für Rolande in Bernau und Sandow.
Seine 1680 vollendete Schrift, die den Titel Marchia illustrata oder Chronologische Rechnung oder Bedencken über die Sachen, so sich in der Marck Brandenburg und in corporierten Ländern vom Anfange der Welt biß ad annum Christi 1680 sollen zugetragen haben trägt, befindet sich im Bestand der Handschriften-Abteilung der Deutschen Staatsbibliothek Berlin.